# Macarrão instantâneo
O macarrão instantâneo (português brasileiro) ou massa instantânea (português europeu) é um prato típico da culinária japonesa constituído de macarrão pré-cozido, normalmente lámen, que pode ser preparado apenas com o acréscimo de água fervida. É conhecido no Brasil pela marca Miojo, subsidiária da Nissin-Ajinomoto Alimentos Ltda., e seu rápido preparo por causa do seu pré-cozimento durante a fabricação. O macarrão instantâneo é cozido e, em seguida, perde a água, tendo uma facilidade em prepará-lo.

## Origem
Acredita-se que o primeiro macarrão instantâneo foi o E-fu, na China, do século XVI. Entretanto, o inventor do macarrão instantâneo de nossos dias foi Momofuku Ando, nascido em Taiwan em 1910 durante a ocupação japonesa. Apelidado de o "Rei dos Macarrões", Momofuku morreu em 5 de janeiro de 2007, aos 96 anos, em Osaka no Japão, em decorrência de uma crise cardíaca. "A paz está garantida quando não se está com fome", dizia Momofuku, que criou o famoso macarrão em 1958, pela empresa Nissin. Atualmente, há uma variada gama de produtos baseados em macarrão instantâneo: talharim, yakisoba, lámens e entre outros.
Em sua biografia, Momofuku diz que sua necessidade de fabricar alimentos de baixo custo e de preparo fácil se deu início após ter presenciado, depois da guerra, uma enorme fila de pessoas famintas diante de uma vitrine clandestina de sopa de fitas.

## Copo

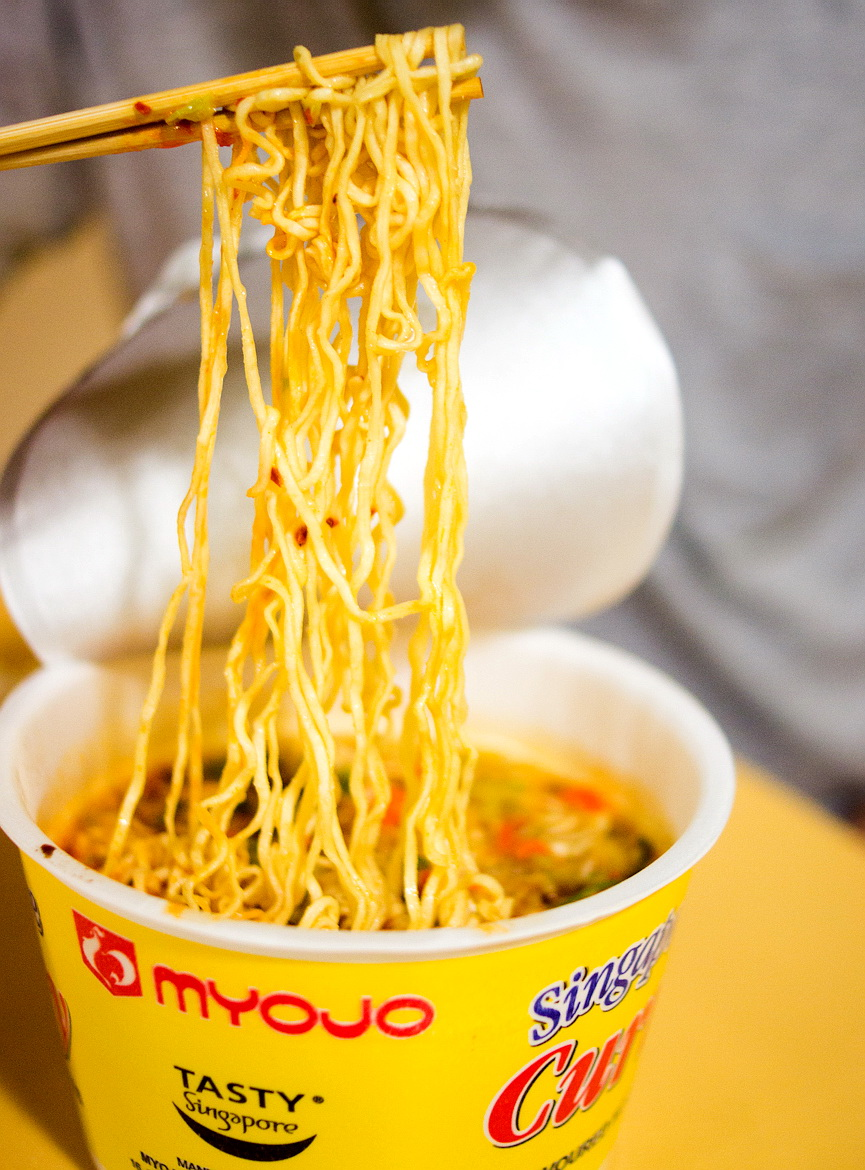
Um copo de macarrão lámen instantâneo.

Um dos exemplos do uso de macarrão instantâneo são os de copos. A versão em copo foi pensada para oferecer o máximo de praticidade - o bloco de lámen suspenso no copo tem uma menor densidade na parte de cima do ninho, para que a água quente despejada faça com que o lámen se solte e hidrate rapidamente. Como esse bloco é empurrado contra a superfície interna do copo, isso impede a ruptura do bloco e aumenta a força do copo, consequentemente minimizando os danos do copo durante o transporte. E como o lámen é preparado em seu próprio pacote, não é preciso nenhum utensílio de cozinha. Tudo que é necessário é água quente, garfo ou hashi.
Seu baixo custo e sua facilidade na preparação tornam o macarrão instantâneo um alimento popular entre muitas pessoas, inclusive as com falta de tempo para cozinhar.

## Versão de alto valor proteico
O macarrão instantâneo de alto valor proteico é uma massa pré-cozida, preparada com adição de água fervente durante alguns minutos. Ele cozinha rapidamente pelo fato de ser pré-cozido e em seu processamento perde água em um processo de fritura. No mercado, esse produto apresenta alta taxa de crescimento, sendo consumido em todo o mundo, sendo a China o maior consumidor do mundo. As indústrias brasileiras interessam-se também por esse segmento pelo fato de ser um produto barato, de preparo fácil e rápido, sendo quesitos de muita relevância para os consumidores atuais).